# عنبرته
عنبرته، روستایی از توابع بخش مرکزی شهرستان شازند در استان مرکزی ایران است.

## جمعیت
این روستا در دهستان قره کهریز قرار دارد و براساس سرشماری مرکز آمار ایران در سال ۱۳۸۵، جمعیت آن ۸۲۳ نفر (۲۱۳خانوار) بوده‌است.
شغل مردم دامداری کشاورزی ودر چند سال اخیر با توسعه صنعت تولید پوشاک  خیاطی و سری دوزی به یکی از مشاغل اصلی زنان این روستا تبدیل شده است   
زبان مردم فارسی بوده که ان را با گویشی نزدیک به زبان لری تلفظ میکنند. 
سراب زیبای عنبرته در گذشته منبع اصلی تامین اب شرب روستا و یکی از جاذبه های زیبای طبیعی این روستا بوده که در حال حاضر با ایجاد فنس در اطراف ان و استفاده از بتون و داربست برای انتقال اب ان برای کارخانه پرورش ماهی زیبایی طبیعی سابق راندارد . 